# Verbascum maroccanum
Verbascum maroccanum är en flenörtsväxtart som först beskrevs av John Ball, och fick sitt nu gällande namn av Huber-morath. Verbascum maroccanum ingår i släktet kungsljus, och familjen flenörtsväxter. Inga underarter finns listade i Catalogue of Life.